# Lafayette Lane

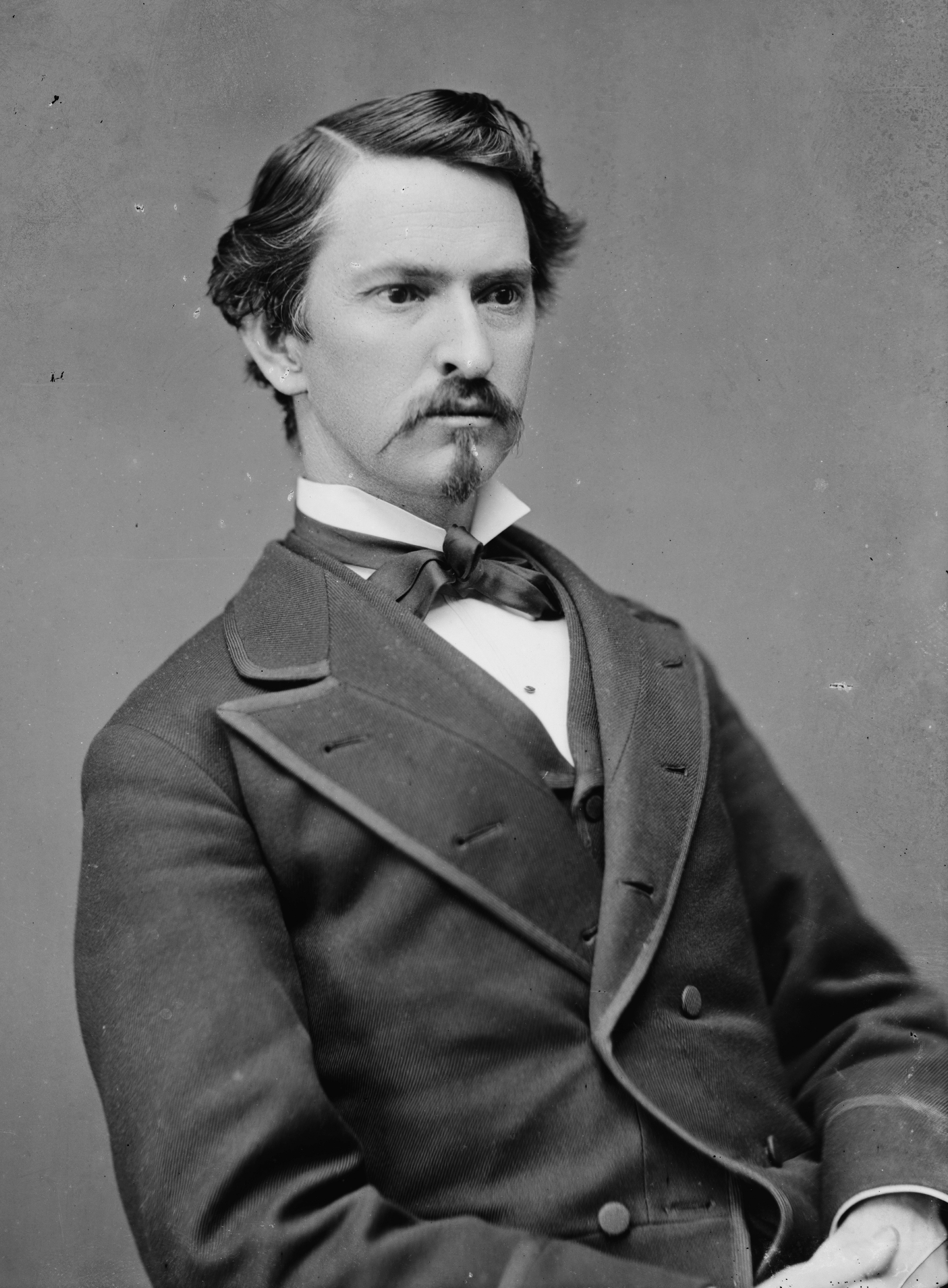
Lafayette Lane

Lafayette Lane (* 12. November 1842 in Evansville, Indiana; † 23. November 1896 in Roseburg, Oregon) war ein US-amerikanischer Politiker. Zwischen 1875 und 1877 vertrat er den Bundesstaat Oregon im US-Repräsentantenhaus.

## Frühe Jahre
Lafayette Lane war Mitglied einer prominenten Politikerfamilie. Sein Vater Joseph Lane war US-Senator, Kongressdelegierter und Gouverneur des Oregon-Territoriums. Sein Neffe Harry Lane vertrat zwischen 1913 und 1917 den Staat Oregon im US-Senat.
Lafayette Lane besuchte die öffentlichen Schulen in Washington, D.C. und Stamford (Connecticut). Im Jahr 1849 zog er über den Oregon Trail mit seinem Vater, der zum Territorialgouverneur in Oregon ernannt worden war, in dieses Territorium. Nach einem Jurastudium begann er in Roseburg als Rechtsanwalt zu arbeiten.

## Politische Laufbahn
Lafayette Lane wurde Mitglied der Demokratischen Partei. 1864 wurde er in das Repräsentantenhaus von Oregon gewählt. Zwei Jahre später bewarb er sich erfolglos um die Stelle des Secretary of State, des geschäftsführenden Beamten, von Oregon. 1874 überarbeitete er als Code Commissioner die Gesetze dieses Staates. Bei den Kongresswahlen dieses Jahres war sein demokratischer Parteikollege George Augustus La Dow in das US-Repräsentantenhaus gewählt worden. Dieser starb aber, bevor der Kongress in Washington zusammentrat. Die fällige Nachwahl in Oregon gewann Lane, der sein Mandat am 25. Oktober 1875 antrat und bis zum Ende der Legislaturperiode des 44. Kongresses am 3. März 1877 behielt. Bei den regulären Kongresswahlen des Jahres 1876 unterlag er dem Republikaner Richard Williams.
Nach dem Ende seiner Zeit im Kongress kehrte Lane nach Roseburg zurück, um wieder als Rechtsanwalt zu arbeiten. Dort ist er im Jahr 1896 auch verstorben.  Er war seit 1854 mit Amanda Mann verheiratet.